# Marie Camargo

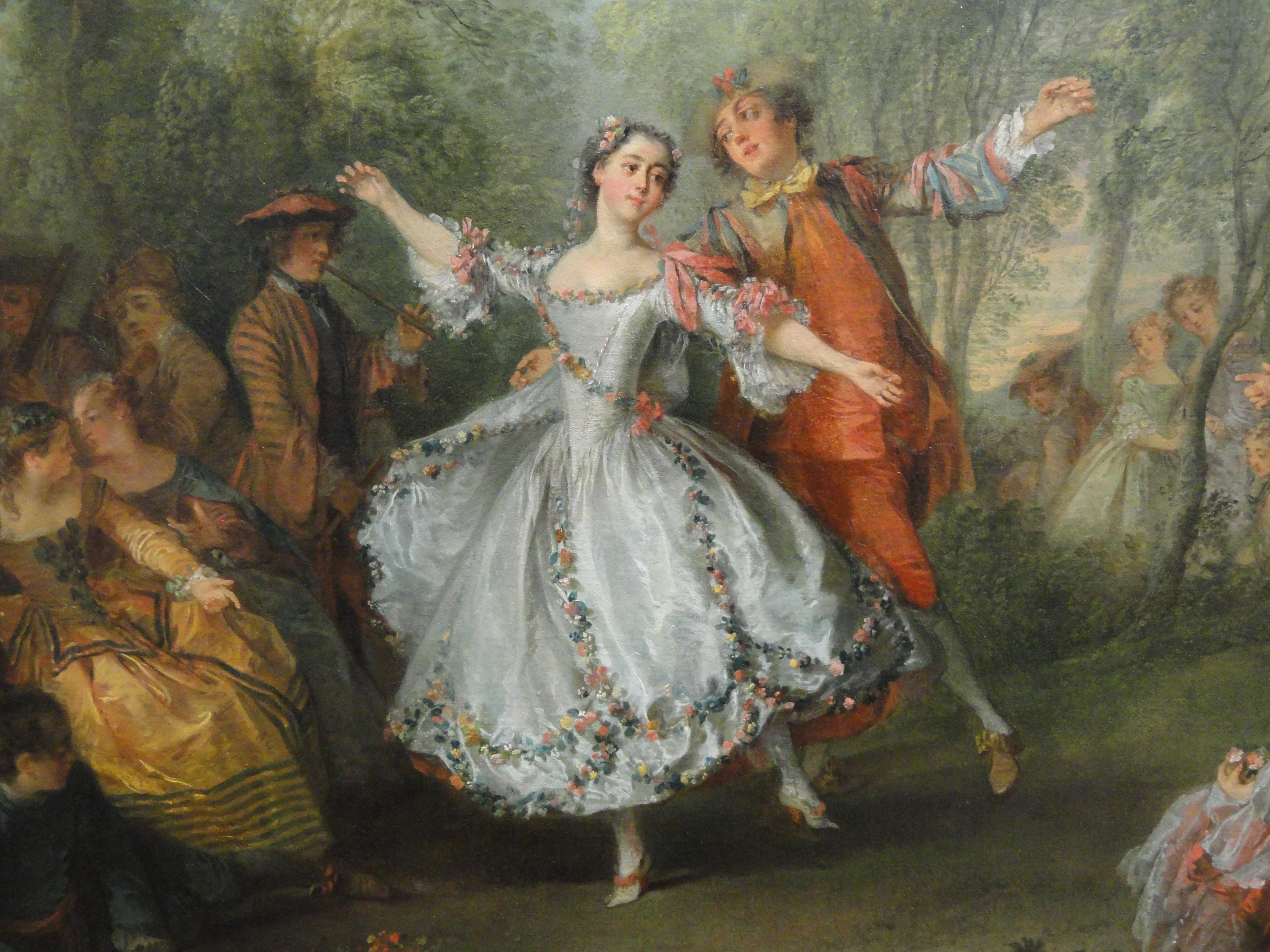
Marie Camargo auf einem Gemälde von Nicolas Lancret, ca. 1730, National Gallery of Art, Washington

Marie Camargo (* 15. April 1710 in Brüssel; † 28. April 1770 in Paris; eigentlich Marie Anne Cupis de Camargo) war eine französische Tänzerin. Sie führte unter anderem den absatzlosen Tanzschuh und die Technik des Entrechat quatre im Ballett ein.

## Leben
Sie war die Tochter von Ferdinand-Joseph Cupis de Camargo, der aus spanischem Uradel stammte, und dessen Frau Marie-Anne de Smet. Ihr Vater wirkte mehrere Jahre als Geigen- und Tanzlehrer in Brüssel und verzog 1720 nach Paris. Dort wurde ihr im Alter von 10 Jahren ermöglicht, Tanzstunden bei der 1680 geborenen und zu ihrer Zeit berühmten französischen Ballerina Mlle Françoise Prévost zu nehmen. 1726 debütierte sie in Paris und erregte bei den Experten sofort Aufmerksamkeit. Auch wenn ihre Ausdruckskraft anfänglich aufgrund ihrer Jugend von Kritikern als noch unreif bezeichnet wurde, rechnete man sie doch bald zu den besten Tänzerinnen ihrer Zeit, mit dem Potenzial, die Brillanz ihrer Lehrerin zu erreichen, wenn nicht zu übertreffen. Nach einem Streit wechselte Camargo von der Prévost – sie hatte Camargo, vermutlich aus Neid, von Solorollen ausgeschlossen – zu dem ebenfalls hoch angesehenen Ballettmeister Michel Blondy (1675–1739). 1730 wurde sie auf Vermittlung von Blondy zur ersten Solotänzerin der Pariser Oper ernannt.
Obwohl ihre Sprunghöhe durch die damals noch üblichen Schuhabsätze beschränkt war, soll sie in der Lage gewesen sein, den Entrechat quatre auszuführen, einen Sprung in die fünfte Position, bei dem der Tänzer die gestreckten Beine mehrfach schnell hintereinander kreuzt (im Falle des Entrechat quatre zweimal). Indem sie ihr Kostüm (das damals noch traditionell aus knöchellangen opulenten Unterröcken und einem Reifrock bestand) einige Zentimeter kürzte und künftig Tanzschuhe ohne Absatz trug (wie sie anschließend im Ballett üblich wurden), erweiterte sie ihre technischen Möglichkeiten beträchtlich.
Marie Camargo war eine heftige Rivalin der drei Jahre älteren Marie Sallé, einer weiteren Schülerin von Prévost. Auch Sallé hatte Einfluss auf die Veränderung der damaligen Ballettbekleidung und ging dabei noch weiter als Camargo, indem sie beispielsweise in Pygmalion mit einer griechischen Tunika aus durchscheinendem dünnen Stoff tanzte.
1736 verabschiedete sich Marie Camargo als Geliebte des Comte de Clermont vorläufig aus der Ballettszene, kam aber 1741 nochmals auf die Bühne zurück und tanzte mit unvermindertem Erfolg bis 1751. Danach zog sie sich endgültig mit einer Pension des französischen Staates zurück.

## Rezeption
Die Streitigkeiten der Ballerinen Sallé und Camargo waren weithin bekannt und wurden auch von Voltaire überliefert. Auch Casanova erwähnte Camargo im dritten Band seiner Memoiren.
Marius Petipa und Léon Minkus kreierten das Ballett Camargo, welches am 17. Dezember 1872 in Sankt Petersburg uraufgeführt wurde und in drei Akten ihr Leben schildert. Enrico de Leva und Charles Lecocq schrieben Opern über sie. 1930 wurde in London die Camargo-Gesellschaft gegründet.
Im Tafelservice berühmter Frauen von Vanessa Bell und Duncan Grant von 1934 ist ihr ein Teller gewidmet.

## Familie
Ihr Bruder Jean-Baptiste Cupis de Camargo (1711–1788) war einer der bekanntesten Violinisten im Paris des 18. Jahrhunderts und Komponist. Der jüngste Spross der Familie, François Cupis de Renoussard (1732–1808), war Cellist und Komponist.